# Vláda (seriál)
Vláda (v dánském originále Borgen) je dánský politicko-dramatický televizní seriál. Vypráví příběh političky Birgitte Nyborgové, která po překvapivém vítězství své strany ve volbách usedá v paláci Christiansborg jako nová dánská premiérka. Pořad vysílala v letech 2010–2013 dánská veřejnoprávní televize DR1.

## Příběh
Dánsko se připravuje na nové volby, jejichž favority jsou lídři dvou nejsilnějších stran v zemi – stávající premiér a předseda Liberálů Lars Hesselboe (Søren Spanning) a Michael Laugesen (Peter Mygind), který vede Stranu práce. Během předvolební debaty Laugesen skandalizuje nákupy premiérovy manželky, které uskutečnila za státní peníze. Tento nečekaný zvrat způsobí odklon voličů od obou hlavních stran ve prospěch Centristické strany Birgitte Nyborgové (Sidse Babett Knudsen). Ta je jako skutečná vítězka voleb následně pověřena sestavením vlády. Politička i přes počáteční úspěch a nadšení brzy zjistí, že hledání politické shody není ani jednoduché, ani úplně férové, a že taková politická funkce má přesah i do osobního života.
Vedle politického vyjednávání je podstatná i koexistence s médii, o kterou se premiérce stará její spin doctor Kasper Juul (Pilou Asbæk). Kaspera pojí blízké přátelství s novinářkou Katrine Fønsmarkovou (Birgitte Hjort Sørensen). Také oni nemohou oddělit svůj pracovní život od toho soukromého.

## Obsazení
- Sidse Babett Knudsen jako Birgitte Nyborgová
- Birgitte Hjort Sørensen jako Katrine Fønsmarková
- Pilou Asbæk jako Kasper Juul
- Mikael Birkkjær jako Phillip Christensen
- Søren Malling jako Torben Friis

## Galerie herců

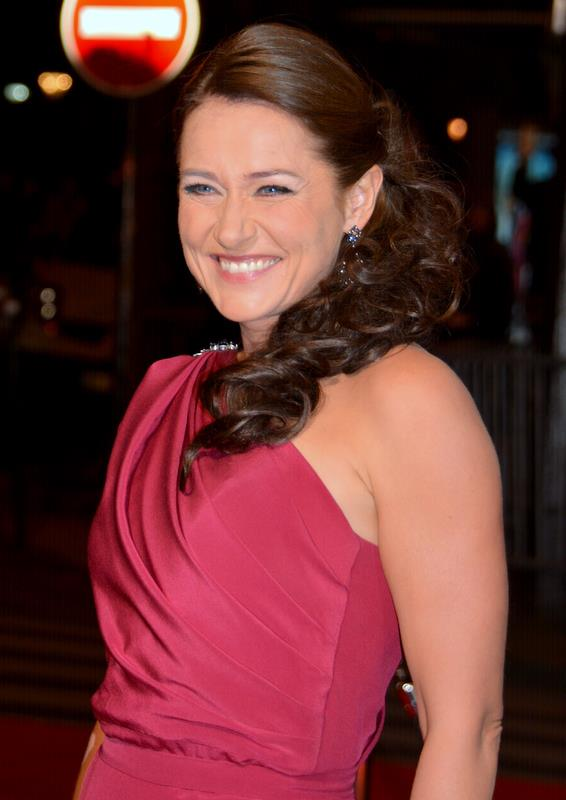
Sidse Babett Knudsen
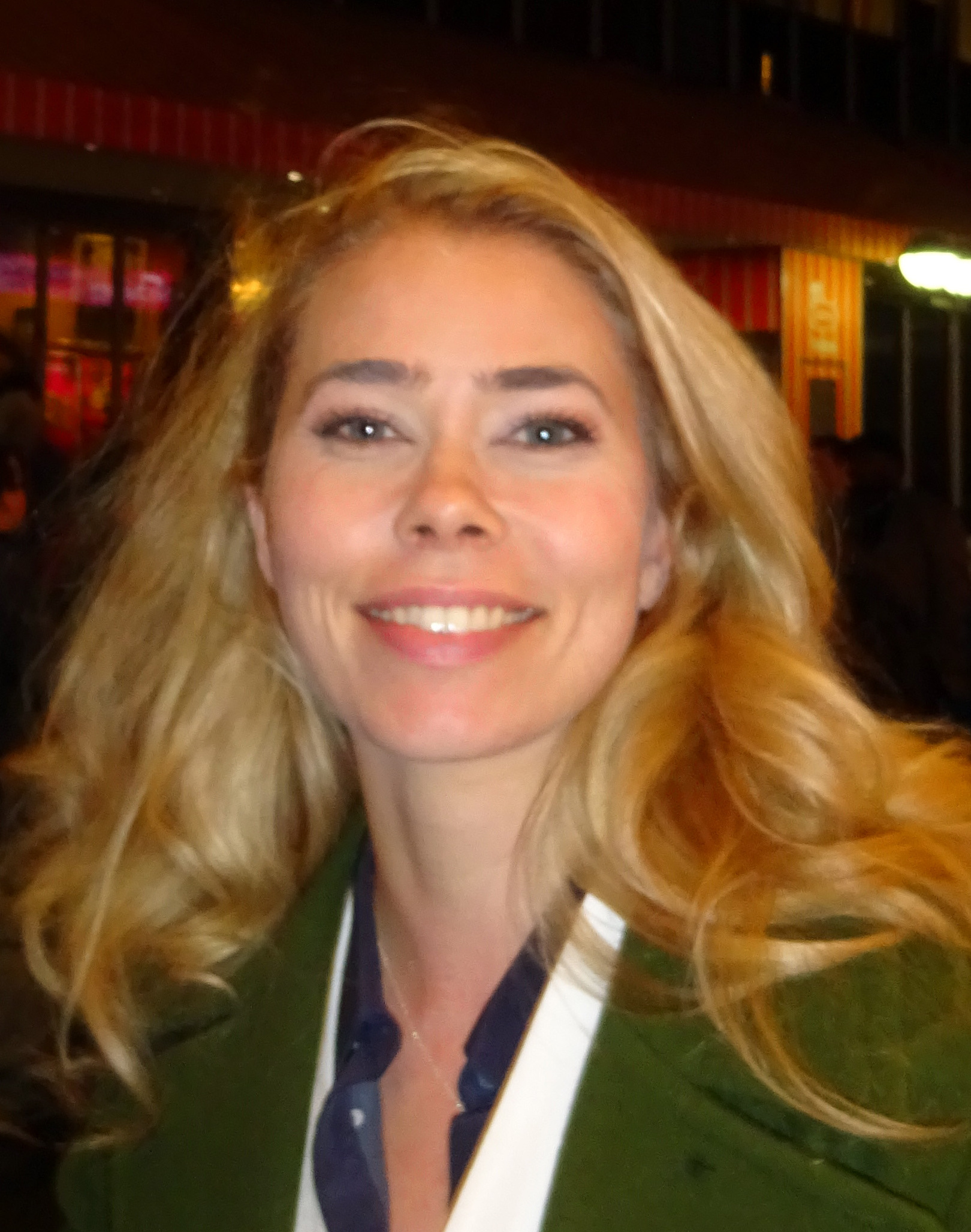
Birgitte Hjort Sørensen
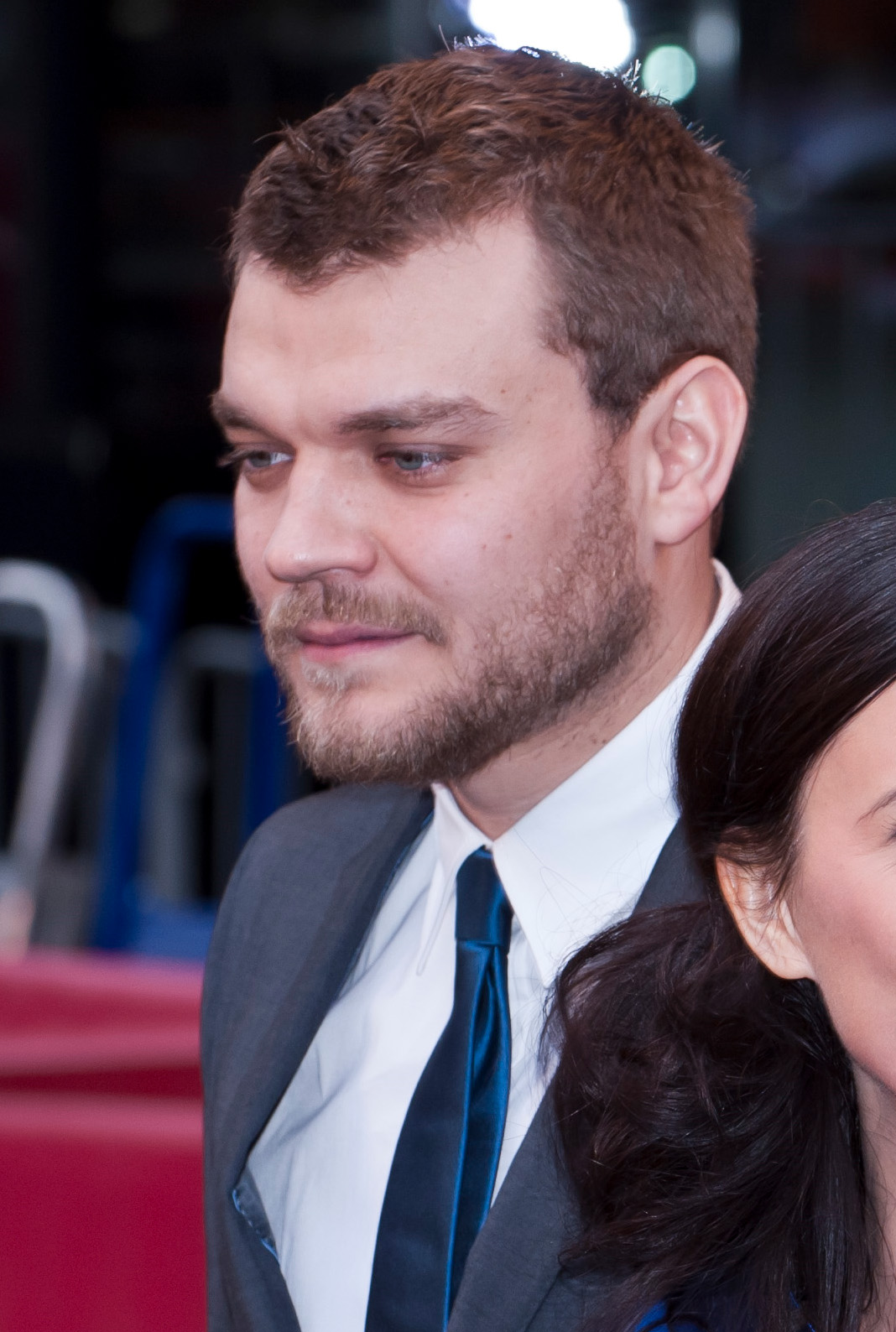
Pilou Asbæk
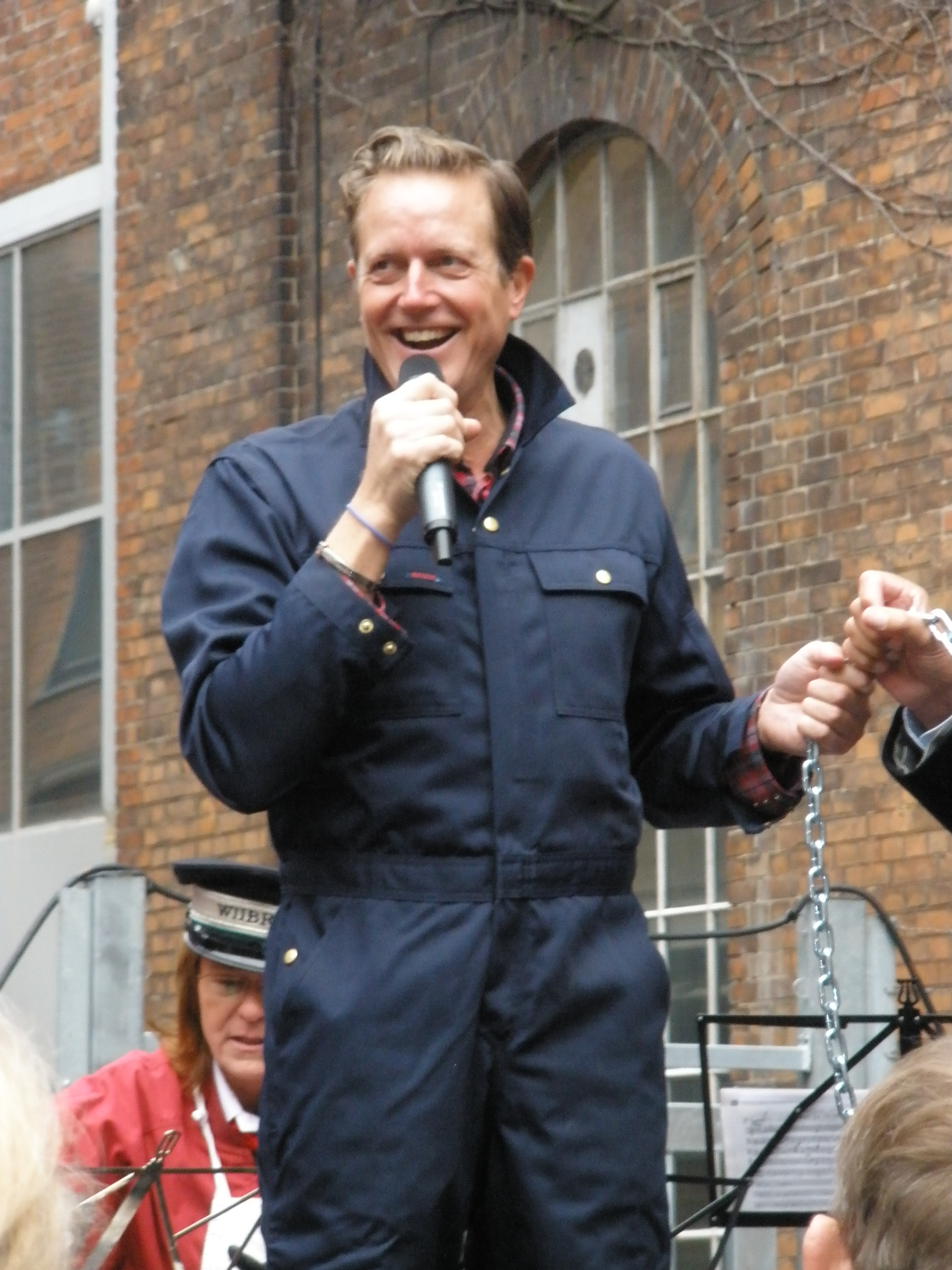
Peter Mygind